# Liste der Baudenkmäler in Gangelt
Die Liste der Baudenkmäler in Gangelt enthält die denkmalgeschützten Bauwerke auf dem Gebiet der Gemeinde Gangelt im Kreis Heinsberg in Nordrhein-Westfalen (Stand: Februar 2021). Diese Baudenkmäler sind in der Denkmalliste der Gemeinde Gangelt eingetragen; Grundlage für die Aufnahme ist das Denkmalschutzgesetz Nordrhein-Westfalen (DSchG NRW).

| Bild                                    | Bezeichnung                             | Lage                                             | Beschreibung | Bauzeit                                                           | Eingetragen seit   | Denkmal- nummer |
| --------------------------------------- | --------------------------------------- | ------------------------------------------------ | --- | ----------------------------------------------------------------- | ------------------ | --------------- |
| Haus Altenburg                          | Haus Altenburg                          | Breberen Altenburgstraße 24 Karte                | Bei dem aus dem 18. Jahrhundert stammenden Gebäude handelt es sich um eine ehemals wasserumwehrte Burganlage. Das zweigeschossige Herrenhaus mit Walmdach, mit zweiachsigen Seitenrisaliten und einem dreiachsigen Mittelstück in Backstein, der rechte Seitenrisalit und das Portal in Blausteingewänden. Der dreiflügelige Hof ist mit dem Herrenhaus durch eine Backsteinbrücke verbunden. Die Gebäude sind ebenfalls zweigeschossig. An einem Gebäude befindet sich die Jahreszahl 1782 in Ankersplinten. | 1782                                                              | 4. Oktober 1985    | 31              |
| Kreuz                                   | Kreuz                                   | Schierwaldenrath Am Bahnhof 13 Karte             | Neugotisches Gusseisenkreuz mit Korpus, Werksteinsockel mit Tafel, Inschrift mit Jahreszahl | 1884                                                              | 28. November 1986  | 49              |
| Kreuz                                   | Kreuz                                   | Broichhoven Am Bollberg Karte                    | Kreuz mit Korpus, Holz, die Jahreszahl ist nicht mehr lesbar. | 19. Jh.                                                           | 28. November 1986  | 27              |
| Feldkreuz                               | Feldkreuz                               | Harzelt Am Feldkreuz Karte                       | Gusseisenkreuz mit Korpus, am Kreuzstamm unten die Figur Mariens, Sockel in Backstein, wohl neu. | um 1900                                                           | 28. November 1986  | 43              |
| Jüdischer Friedhof                      | Jüdischer Friedhof                      | Gangelt An der B 56 Karte                        | Grabsteine von etwa 1879 ab. | 1879                                                              | 28. November 1986  | 13              |
| Wegekapelle                             | Wegekapelle                             | Stahe An der B 56 Karte                          | Kapelle um 1900, Dach mit Zementsäulen, im Inneren Kreuz mit Korpus | um 1900                                                           | 28. November 1986  | 55              |
| Katholische Kirche St. Maternus         | Katholische Kirche St. Maternus         | Breberen Bachstraße Karte                        | Katholische Kirche aus dem Jahre 1827–1830 ist ein einschiffiger Saal mit eingezogenem Chor aus dem Jahre 1889–1899. Wiederaufbau im Jahre 1948–1949. Der sie umgebende Friedhof mit alter Mauer weist einige alte Grabsteine auf, aber sonst durchweg neu belegt. | 1827–1830                                                         | 28. November 1986  | 29              |
| Wegekreuz                               | Wegekreuz                               | Birgden Bahnhofstraße/Großer Pley Karte          | Neugotisches Gusseisenkreuz mit Korpus, auf Werkstein mit Zementsockel. | Zweite Hälfte des 19. Jahrhunderts                                | 28. November 1986  | 17              |
| Wegekreuz                               | Wegekreuz                               | Birgden Bahnhofstraße Karte                      | Gusseisen mit Korpus, am Stamm Nische mit Marienfigur. | um 1900                                                           | 28. November 1986  | 19              |
| Heiligenhäuschen                        | Heiligenhäuschen                        | Birgden Bahnhofstraße Karte                      | Ende 19. Jahrhundert, Backstein | Ende 19. Jahrhundert                                              | 28. November 1986  | 18              |
| Pumpe                                   | Pumpe                                   | Birgden Bahnhofstraße 27 Karte                   | Mitte 19. Jahrhundert, Gusseisen. | Mitte 19. Jahrhundert                                             | 28. November 1986  | 21              |
| Ehemalige Volksschule                   | Ehemalige Volksschule                   | Langbroich Brauereistraße 1 Karte                | Traufständiges zweigeschossiges Backsteingebäude in vier Achsen auf rechteckigem Grundriss mit Giebeldach, vermutlich um 1845; in der Hauptfront drei große Fenster mit segmentbogigem Sturz; der seitliche Eingang bildet die zweite Achse des Erdgeschosses; der Baukörper der 1840er Jahre in Disposition und Substanz noch anschaulich erhalten; in Inneren sind die Grundrissaufteilung eines großen Klassenraumes an der Straßenseite des Erdgeschosses und eines rückwärtigen Treppenhauses mit historischer Holztreppe von wesentlichem Zeugniswert für den Bautyp erhalten, erhalten ist auch der Dachstuhl. | 1845                                                              | 26. März 1998      | 69              |
| Backsteinhof                            | Backsteinhof                            | Schierwaldenrath Bröckerstraße 55 Karte          | 1855; vierflügeliger Backsteinhof, an der Front Wohn-Stallhaus, der Wohnteil zweigeschossig in vier Achsen, Fensterbänke und Türgewände in Blaustein. Daneben eine Toreinfahrt, auf dem Torschlussstein der Toreinfahrt die Jahreszahl 1855, neben der vierflügeligen Hofanlage noch ein weiterer angebauter Trakt mit Toreinfahrt. | 1855                                                              | 28. November 1986  | 51              |
| Kreuz                                   | Kreuz                                   | Broichhoven Broichhoven 13 Karte                 | Holzkreuz mit Korpus auf dem Jahre 1772. Im Stamm ein Monogramm und die Jahreszahl 1772 | 1772                                                              | 28. November 1986  | 28              |
| weitere Bilder                          | Bruchtor                                | Gangelt Bruchstraße Karte                        | Die Stadtgründung erfolge um 1243. Die fast 800 Jahre alte Stadtmauer zeugt davon, dass Gangelt im Mittelalter ein bedeutender Ort war, der durch eine Befestigung geschützt werden musste. Bei einem Rundgang kann man die Reste von Mauern, Toren, Gassen, und Türmen noch eindrucksvoll sehen. Zugang zur Stadt hatte man durch 4 Turmtore. Heinsberger Tor und Bruchtor sind bis heute erhalten. Das Sittarder Tor wurde 1818 abgerissen. Die Burg war in die Stadtbefestigung integriert. Ihre Ursprünge gehen bis ins 14. Jahrhundert zurück. Heute ist noch der Bergfried erhalten geblieben, in dem ursprünglich auch Gemächer untergebracht waren. | 15. Jh.                                                           | 22. November 1990  | 61              |
| Kapelle des Krankenhauses Maria Hilf    | Kapelle des Krankenhauses Maria Hilf    | Gangelt Bruchstraße 6 Karte                      | Um 1900, neugotischer Bau mit Dachreiter. | um 1900                                                           | 28. November 1986  | 2               |
| Backsteinhaus                           | Backsteinhaus                           | Gangelt Bruchstraße 19 Karte                     | Zweigeschossiges Backsteinhaus in fünf Achsen. Fensterbänke in Blaustein, rückwärtiger Teil ist erneuert. | 19. Jh.                                                           | 28. November 1986  | 6               |
| Burgturm im Burgareal                   | Burgturm im Burgareal                   | Gangelt Burgstraße Karte                         | Fünfgeschossiger Backsteinturm aus den Jahren um 1400. Erste Erwähnung 1364. Die Burg war in der Stadtbefestigung integriert. Die Stadtgründung erfolge um 1243. Die fast 800 Jahre alte Stadtmauer zeugt davon, dass Gangelt im Mittelalter ein bedeutender Ort war, der durch eine Befestigung geschützt werden musste. Bei einem Rundgang kann man die Reste von Mauern, Toren, Gassen, und Türmen noch eindrucksvoll sehen. Zugang zur Stadt hatte man durch 4 Turmtore. Heinsberger Tor und Bruchtor sind bis heute erhalten. Das Sittarder Tor wurde 1818 abgerissen. Die Burg war in die Stadtbefestigung integriert. Ihre Ursprünge gehen bis ins 14. Jahrhundert zurück. Heute ist noch der Bergfried erhalten geblieben, in dem ursprünglich auch Gemächer untergebracht waren. | um 1400                                                           | 28. November 1986  | 15              |
| Ehemalige Volksschule                   | Ehemalige Volksschule                   | Gangelt Burgstraße 6 Karte                       | Entsprechend seinem städtischen Charakter im Mittelalter besitzt Gangelt auch eine alte schulische Tradition. Bereits eine Quelle des 14. Jhs. (1351) verzeichnet einen „rector scolarum“, möglicherweise ist das Schulwesen im Ort aber noch älter; im 16. Jh (1533) ist in Gangelt eine städtische Schule urkundlich belegt. Kritzraedt schreibt in seiner Chronik dazu, dass „in der Stadt Gangelt eine solche berümbte Schull gewesen und gehalten worden, dass von anderen orthen so viel trefflichen adliche und unadliche Kinder hiehin geschickt und soweit instruirt, dass sie in hohen Schulen vortgesetzt worden“ (zit. n. Schleyer 1933, S. 73) 1847 erfolgte die Gründung einer katholischen höheren Knabenschule. Nachdem zunächst im Pfarrgemeindebüro und dann in anderen Gebäuden Unterricht erteilt wurde, konnte 1911/12 vor dem Heinsberger Tor auf einem Pfarrgrundstück das heute noch genutzte Schulgebäude erbaut werden. 1955 erfolgte die Umwandlung der Höheren Knabenschule in eine private, 1966 in eine öffentliche Realschule (Erweiterungsbau 1969) Das alte Elementar- oder Volksschulwesen unter dem Schirm der katholischen Kirche üblich war, wurde in Preußen durch Einführung des Schulzwangs 1826 auf eine Grundlage gestellt. In Gangelt verzeichnen die Quellen 1832 den Abbruch eines alten Schulhauses am Kirchhof. 1902/03 erfolgte der Neubau der Volksschule zwischen Kirche und Burgturm. Burgstraße, ehem. Volksschule. Breit gelagertes zweigeschossige Backstein-Putzgebäude, erbaut 1902/03, auf rechteckigem Grundriss mit Satteldach. Das Erdgeschoss ist ganz mit Backstein verkleidet, das Obergeschoss dagegen weiß verputzt, durch Lisenen, Fenstergewände und Trauffriese aus Backstein in (der Fensterachsen entsprechende) Felder aufgeteilt. Die breiten Giebel sind durch getreppte akroterienartige Aufsätze aus Backstein betont. Auch der Giebel des Zwerchhauses, in dem der einachsige Risalit des Haupteingangs endet, wird von solch einem Aufsatz bekrönt. Dieser Eingang befindet sich in der zur benachbarten Kirche und zum Ort gerichteten Traufseite. Zu der wohl originalen zweiflügeligen hölzernen Eingangstür mit Oberlicht und Segmentbogen gelangt man durch ein Spitzbogenportal mit Naturstein-Keilstein (darin die Jahreszahl 1903); der kleine offene Vorraum ist bis halbe Höhe gefliest, das Spitzbogenmotiv des Portals wird in den Glaseinsätzen der Tür wieder aufgenommen. Über dem Spitzbogenportal betonen drei durch einen Segmentbogen gekoppelte Fenster und darüber im Zwerchhausgiebel noch einmal ein Zwillingsfenster die Mittelachse. Außer durch das auffällige Wechselspiel der Backstein- und Putzflächen wird der Baukörper entsprechend geprägt durch die großen, für ein auf gute Belichtungsverhältnisse angewiesenes Schulgebäude charakteristischen Fensteröffnungen. Diese orientieren sich zwar weitgehend an einem regelmäßigen Achsen- und Größenschema, in (funktional bedingten) Einzelfällen sind sie aber auch weggelassen oder durch Blendfenster ersetzt (s.v. a. die Giebelseiten). Die Eingangsseite zeigt zweiflügelige Fenster, die ortabgewandte Traufseite dreiteilige, in den Giebeln sind beide Typen durchmischt. Die Erdgeschosswand links des Haupteingangs ist nicht durchfenstert, dafür befindet sich dort ein Inschriftstein mit dem Sinnspruch „Nicht für die Schule sondern für das Leben lernen wir. 1903“. Die großen baukörperprägenden Dachflächen tragen keine Ausbauten. Auf der rückwärtigen Giebelseite ist ein zweiter (Neben-)Eingang angeordnet, dessen Treppenhaus durch die Fensterverteilung in der Wandfläche ablesbar ist. Dieses Nebentreppenhaus, ursprünglich der Wohnung zugehörig, ist heute noch mit ornamentiertem Fliesenboden, Holztreppe mit gedrechselten Geländerstäben sowie doppelflügeliger Tür mit Oberlicht zum Klassentrakt erhalten. Ein Teil des Innenraums war bei der Besichtigung nicht zugänglich, andere sind bereits modernisiert. Als ehem. Volksschule des Ortes mit seiner mehrhundertjährigen Schultradition ist die Mercatorschule (Burgstraße) bedeutend für Gangelt. Betrachtet man die auffällige und qualitätvolle architektonische Gestaltung z. B. im Vergleich mit der nur wenig jüngeren (1911/12) Realschule am selben Ort (Mercatorstraße), wird deutlich, dass dieser Bau noch ganz in der späthistoristischen Tradition der Jahrhundertwende steht. Kennzeichnend sind besonders das „malerische“ ornamentale Wechselspiel von Backstein- und Putzelementen und die nicht immer regelmäßige Fensterverteilung in der Fassadenfläche. An der Erhaltung und Nutzung besteht aus wissenschaftlichen, insbesondere orts- und architekturgeschichtlichen Gründen ein öffentliches Interesse. Es handelt sich daher gemäß § 2 Denkmalschutzgesetz NW um ein Baudenkmal. | 1902/1903                                                         | 22. September 2004 | 74              |
| Kreuz                                   | Kreuz                                   | Schierwaldenrath Ende der Oberstraße Karte       | Neugotisches Gusseisenkreuz mit Korpus, der Sockel altarartig erweitert und neu. | Zweite Hälfte des 19. Jahrhunderts                                | 28. November 1986  | 50              |
| Backsteinwohnhaus                       | Backsteinwohnhaus                       | Gangelt Franz-Savels-Straße 30 Karte             | Dreiflügelige Hofanlage die zu Beginn des 19. Jahrhunderts entstanden ist. Das zweigeschossige Backsteinhaus mit drei Fensterachsen verfügt auf der linken Seite über eine korbbogige Toreinfahrt. Die Hofinnenwände bestehen aus Fachwerk, wie auch die Trennwände im Wohnhaus. Die Decken weisen noch eine Gestaltung als Kölner Decke auf. | Beginn des 19. Jahrhunderts                                       | 10. Juni 1998      | 68              |
| Backsteinhaus                           | Backsteinhaus                           | Gangelt Freihof 2 Karte                          | 1878 (Inschrift-Stern). Dreigeschossiges Backsteinhaus in fünf Achsen. Türgewände und Fensterbänke in Blaustein. Mit Ladeneinbau. | 1878                                                              | 28. November 1986  | 5               |
| Hofanlage                               | Hofanlage                               | Gangelt Freihof 27 Karte                         | Bei den Gebäuden 27-29 handelt es sich um eine dreiflügelige Hofanlage. Im Gewölbekeller befindet sich noch ein alter Backofen. Die barocken Schweifgiebel verdeutlichen das bereits hohe Alter des Objektes. | 17. Jh.                                                           | 14. Februar 1992   | 65              |
| Hofanlage                               | Hofanlage                               | Gangelt Freihof 29 Karte                         | Bei den Gebäuden 27 - 29 handelt es sich um eine dreiflügelige Hofanlage. Im Gewölbekeller befindet sich noch ein alter Backofen. Die barocken Schweifgiebel verdeutlichen das bereits hohe Alter des Objektes. | 17. Jh.                                                           | 14. Februar 1992   | 66              |
| Backsteinhofanlage                      | Backsteinhofanlage                      | Hastenrath Gangelter Straße 5 Karte              | Dreiflügelige Backsteinhofanlage aus dem 18. Jahrhundert. Das eineinhalbgeschossige Wohnhaus ist giebelständig in zwei Fensterachsen. Rest vom Fachwerk sind noch im Mauerwerk. Rundbogige Toreinfahrt im straßenseitigen Wirtschaftsflügel. Fachwerkscheune mit Ziegel ausgefacht. Das Objekt stellt eine der ältesten Hofanlagen Hastenraths dar und ist damit für die Geschichte Hastenraths von Bedeutung. | 18. Jh.                                                           | 28. November 1986  | 38              |
| Kreuz                                   | Kreuz                                   | Kreuzrath Ganterheide 18 Karte                   | Holzkreuz mit Korpus aus Anfang des 19. Jahrhunderts, datiert mit 1803. | 1803                                                              | 28. November 1986  | 40              |
| ehem. Pförtnerhaus                      | ehem. Pförtnerhaus                      | Birgden Geilenkirchener Straße 29 Karte          | Ehemaliges Pförtnerhaus der Fabrik, Geilenkirchener Straße 29; vierachsiger, zweigeschossiger Ziegelbau mit Pilaster- und Gesimsgliederung; Klötzchenfries unter der Traufe, Segmentbögenstürze: Krüppelwalmdach. | Ende 19. Jahrhundert                                              | 16. Oktober 1987   | 26              |
| ehem. Beamtenwohnhaus                   | ehem. Beamtenwohnhaus                   | Birgden Geilenkirchener Straße 36 Karte          | Ehemaliges Beamtenwohnhaus der Fabrik, Geilenkirchener Str. 36; als Doppelhaus errichtet; zwei: zweiachsiger, zweigeschossiger Ziegelbau mit Pilaster- und Gesimsgliederung; Klötzchenfries unter der Traufe; Segmentbogenstürze; besonders betont; im Giebel zwei runde Scheinöffnungen; Krüppelwalmdach. |                                                                   | 28. November 1986  | 22              |
| ehem. Beamtenwohnhaus                   | ehem. Beamtenwohnhaus                   | Birgden Geilenkirchener Straße 38 Karte          | Ehemaliges Beamtenwohnhaus der Fabrik, Geilenkirchener Str. 36; als Doppelhaus errichtet; zwei: zweiachsiger, zweigeschossiger Ziegelbau mit Pilaster- und Gesimsgliederung; Klötzchenfries unter der Traufe; Segmentbogenstürze; besonders betont; im Giebel zwei runde Scheinöffnungen; Krüppelwalmdach. |                                                                   | 28. November 1986  | 23              |
| Villa                                   | Villa                                   | Birgden Geilenkirchener Straße 75 Karte          | Es handelt sich um ein Direktionsgebäude aus dem Ende des 19. Jahrhunderts, Backstein, zwei Geschosse, vier Achsen, Eingang mit vorgezogenem Vordach, Friese in Ziegelmauerwerk, vorspringender Giebel in der Mittelachse, Eingang und Fenster mit Segmentbögen. | Ende des 19. Jahrhunderts                                         | 15. April 1986     | 24              |
| Villa                                   | Villa                                   | Birgden Geilenkirchener Straße 77 Karte          | Es handelt sich um ein Direktionsgebäude aus dem Ende des 19. Jahrhunderts, Backstein, zwei Geschosse, vier Achsen, Eingang mit vorgezogenem Vordach, Friese in Ziegelmauerwerk, vorspringender Giebel in der Mittelachse, Eingang und Fenster mit Segmentbögen. | Ende des 19. Jahrhunderts                                         | 15. April 1986     | 25              |
| Wohnhaus                                | Wohnhaus                                | Gangelt Hanxlerstraße 12 Karte                   | Bei dem Objekt Hanxlerstraße handelt es sich um ein zweigeschossiges Wohnhaus in drei Achsen. Die weitgehende Erhaltung und die deutlich ablesbare Zugehörigkeit des Gebäudes zum Ensemble Bahnhof/Heinsberger Tor macht das Gebäude bedeutend für Gangelt und seiner Bewohner. |                                                                   | 14. Februar 1992   | 63              |
| Bahnhofsgebäude (Typenbahnhof)          | Bahnhofsgebäude (Typenbahnhof)          | Gangelt Hanxlerstraße 15 Karte                   | Die Einstellung der Bahnlinie führte zur Veränderung und Beseitigung einer Reihe von Bahnhofsbauten der Geilenkirchener Kreisbahn. Die Gangelter Anlage ist mit Empfangsgebäude und Güterhalle weitgehend erhalten. Die Bahnhofsgebäude der Kleinbahn-Strecke Geilenkirchen über Gangelt nach Tüddern (Grenzbahnhof nach Holland) in Gangelt stellen die einzige erhaltene Version der Typenbahnhöfe der Geilenkirchener Kreisbahn dar. Durch die Eckachse und die Putzgliederung erhält das Empfangsgebäude und durch die Ecklisenen und den getreppten Ortgang die Güterhalle ihren unverwechselbaren Charakter. Die Gestaltung des Äußeren der Bahnhofsgebäude liefern die künstlerischen, die Ablesbarkeit der Entwicklung des relativ seltenen Bahnhofsbaus einer Kleinbahn die wissenschaftlichen und die Lage des Bahnhofs direkt vor dem Stadttor die städtebaulichen Gründe für ein öffentliches Interesse an der Erhaltung und Nutzung nach §2.1 DSchG NRW. | Anfang des 20. Jahrhunderts                                       | 27. Dezember 1999  | 71              |
| Kath. Kirche "zur schmerzhaften Mutter" | Kath. Kirche "zur schmerzhaften Mutter" | Kreuzrath Hauptstraße Karte                      | Die Kirche in Kreuzrath wurde 1910 erbaut und ist ein neugotischer Backsteinsaal mit polygonalen Chor. Von der ursprünglichen Ausstattung erhalten ist ein Teil der Sitzbänke und der Hochaltar mit den beiden Seitenaltären Pieta. | 1910                                                              | 28. November 1986  | 39              |
| Backsteinhof                            | Backsteinhof                            | Kreuzrath Hauptstraße 20 Karte                   | Dreiflügeliger Backsteinhof aus dem Jahre 1857. Das zweigeschossige Wohnhaus ist in 5:3 Achsen erbaut und trägt im Türsturz die Jahreszahl 1857. Türgewände und Fensterbänke sind in Blaustein. Die Nebengebäude sind teilweise erneuert. | 1857                                                              | 23. November 1986  | 41              |
| Backsteinhof                            | Backsteinhof                            | Kreuzrath Hauptstraße 47 Karte                   | Es handelt sich um ein Objekt aus der Mitte des 19. Jahrhunderts. Der vierflügelige Backsteinhof ist in 5 : 4 Fensterachsen angelegt. Das Wohnhaus ist zweigeschossig, Türgewände, Fensterbänke und Fensterstürze sind im Blaustein. Die Nebengebäude sind zum Teil jünger. | Mitte des 19. Jahrhunderts                                        | 15. April 1986     | 42              |
| weitere Bilder                          | Heinsberger Tor                         | Gangelt Heinsberger Straße Karte                 | Die Stadtgründung erfolge um 1243. Die fast 800 Jahre alte Stadtmauer zeugt davon, das Gangelt im Mittelalter ein bedeutender Ort war, der durch eine Befestigung geschützt werden musste. Bei einem Rundgang kann man die Reste von Mauern, Toren, Gassen, und Türmen noch eindrucksvoll sehen. Zugang zur Stadt hatte man durch 4 Turmtore. Heinsberger Tor und Bruchtor sind bis heute erhalten. Das Sittarder Tor wurde 1818 abgerissen. Die Burg war in die Stadtbefestigung integriert. Ihre Ursprünge gehen bis ins 14. Jahrhundert zurück. Heute ist noch der Bergfried erhalten geblieben, in dem ursprünglich auch Gemächer untergebracht waren. | 15. Jh.                                                           | 22. November 1990  | 62              |
| Synagoge                                | Synagoge                                | Gangelt Heinsberger Straße 11 Karte              | Die Synagoge, Heinsberger Straße in Gangelt, ist allein als solche von besonderer Bedeutung für die Nachkriegsgeschichte Gangelts, wie auch des Kreises Heinsberg und seiner Bewohner. Als einzige erhaltene Synagoge im Kreis Heinsberg und wegen ihrer trotz zwischenzeitlicher Umnutzung noch immer eindeutig ausgeprägten Aussagekraft für die Architektur eines jüdischen Sakralbaus liegen künstlerische und wissenschaftliche, insbesondere bauliche Gründe für die Erhaltung und Nutzung der Synagoge vor, die ein öffentliches Interesse nach § 2.2 DSchG NRW begründen. |                                                                   |                    | 67              |
| Wohnhaus                                | Wohnhaus                                | Gangelt Heinsberger Straße 14 Karte              | Es handelt sich um ein Wohnhaus, welches die Jahreszahl 1608 trägt. Das zweigeschossige Backsteinhaus hat vier Achsen und seitlich geschwungener Giebel. Die Fassade ist im Erdgeschossbereich zum Teil verändert. | 1608                                                              | 28. November 1986  | 8               |
| Backsteinhaus                           | Backsteinhaus                           | Gangelt Heinsberger Straße 19 Karte              | Zweigeschossiges Backsteinhaus in vier Achsen. Türgewände und Fensterbänke in Blaustein. | 19. Jh.                                                           | 28. November 1986  | 7               |
| Backsteingebäude                        | Backsteingebäude                        | Gangelt Heinsberger Straße 20 Karte              | Zweigeschossiges Backsteingebäude in vier Achsen mit Toreinfahrt von 1708. Fensterbänke und Türgewände bestehen aus Blaustein. Das Objekt ist unverzichtbarer Bestandteil des Ensembles Heinsberger Straße. | 1708                                                              | 22. November 1990  | 60              |
| Hofanlage                               | Hofanlage                               | Gangelt Heinsberger Straße 23 und 23a Karte      | Die Hofanlage Heinsberger Straße 23 in Gangelt befindet sich innerhalb der mittelalterlichen Befestigung Gangelts unmittelbar am Heinsberger Tor und ist straßenraumprägender Bestandteil der geschlossen, traufenständigen Bebauung entlang der Heinsberger Straße. In der Straßenansicht teilt sich die Anlage in ein zweigeschossiges, breit gelagertes Wohnhaus und eine rechts anschließende, ebenfalls zweigeschossige, jedoch etwas niedrigere Scheune. Rückwärtig schließen sich weitere Wirtschaftsgebäude an, die von den sie anschließenden Parzellen und Wegen ebenfalls ansichtig und daher ebenfalls ortsbildprägend sind. Ein Inschriftstein über dem Wohnhauseingang weist die Jahreszahl 1902 auf. Eine Bebauung entlang der Heinsberger Straße innerhalb der Stadtbefestigung ist aber bekanntlich seit spätmittelalterliche Zeit anzunehmen (vgl. Piepers 1967). Dementsprechend ist auch auf der Urkarte von 1813 an Stelle des heutigen Hofes bereits eine Anlage verzeichnet, die in ihren Abmessungen bemerkenswert genau der heutigen entspricht. Die Jahreszahl wird sich also im Wesentlichen auf einen grundlegenden Umbau, großenteils sicher auch Neubau einer bereits vorhandenen Hofanlage beziehen. Erscheinungsbild und der überwiegende Teil historischer Baudetails entstammen dieser Zeitschicht. In der Überlieferung des Ortes ist der Hof mit der Familie Dounen als Besitzern im 20. Jahrhundert verbunden. Die Gebäude sind über Sockel backsteinsichtig, das Wohnhaus besitzt zur Straße einige bescheidene Zierformen wie farbig angesetzte Geschoss- bzw. Kämpfergesimse und einen Klötzchenfries an der Traufe, der mit zusätzlichem Deutschen Band auch am anschließenden Scheunengebäude übernommen wird. Im Erdgeschoss öffnen drei Fenster, der tief eingenischte und über Stufen erhöhte Eingang (mit alter Haustür und Oberlicht) sowie eine segmentbogige Durchfahrt mit Tor und gesprosstem Oberlicht die Wandfläche. Die Fenster einschließlich der inneren Griffe stammen noch aus der Bauzeit (1902). Das Fenster rechts des Eingangs sowie die beiden jeweils äußeren im Obergeschoss sind dreiteilig. Die Dachfläche ist geschlossen. Auf der – schlichter gestalteten - Rückseite des Wohnhauses zum Hof sind die Öffnungen ebenfalls nicht streng axial verteilt, die Fenster sind hier durchweg zweiflügelig. Hier zeigt sich auch, dass die Durchfahrt nicht als solche dient, sondern (beim Umbau 1902?) dem Wohnbereich zugeschlagen wurde. Im Inneren befindet sich hier, vom Straßentor durch eine eigene Wand abgerückt, die Küche des Hauses, mit schöner verputzter Balkendecke. Auch ansonsten sind im Inneren der Grundriss und zahlreiche Details von 1902 noch unverändert erhalten. Durch den Hauseingang betritt man einen mit Schmuckfliesen belegten Flur, dessen Deckenspiegel seitlich mit stuckierten Profilen abgesetzt ist. Durch einen rundbogigen, mit Kämpferkapitellen akzentuierten Durchgang gelangt man ins Treppenhaus mit der originalen, gerade zweiläufigen Holztreppe (mit Wendepodest und gedrechselten Geländerstäben). Eine große Zahl alter Rahmenfüllungstüren samt Gewänden ist ebenfalls erhalten. Ein Zimmer im Erdgeschoss besitzt noch eine stuckierte Mittelrosette an der Decke, die beiden Zimmer rechts des Flures, mit profilierten rechtwinkligen Deckenkehlen, sind durch eine hohe zweiflügelige Tür miteinander verbunden. Die Zimmer besitzen in der Regel sichtbare Dielenböden. Das Obergeschoss mit (spitz zulaufendem) Querflur hinter dem Treppenhaus weist eine große Zahl von (Schlaf-)Zimmern für die frühere kinderreiche Besitzerfamilie auf. Im Dach zeugt das Gewinde eines Lastenaufzugs noch vom vergangenen bäuerlichen Arbeiten. Das Wohnhaus ist voll unterkellert (Kappendecken); als Kuriosum ist ein wieder verwendeter barocker Treppenpfosten am Kellerabgang erwähnenswert. Die rechts an das Wohnhaus anschließende zweigeschossige Scheune besitzt an ihrer äußersten linken Ecke eine – auch als solche nutzbare – Durchfahrt. Weitere segmentbogige Öffnungen sind vorhanden bzw. im Mauerwerk noch erkennbar. Sie ist ebenso wie die weiteren rückwärtigen Stall – und Scheunengebäude (mit erhaltenen Stalleinbauten und einen weiteren kleinen Keller) in recht gutem baulichen Zustand. Als Detail hervorzuheben ist ein alter Brunnen mit großer Pumpe im Hof. Als integraler funktionaler Bestandteil der Hofanlage und wegen ihres ortsbildprägenden Charakters sind die Wirtschaftsgebäude selbstverständlicher Teil des Denkmals. Als große historische Hofanlage in städtebaulich markanter Lage an einer der zentralen Straßenachsen des Ortes und unmittelbar am Heinsberger Tor sind die Gebäude Heinsberger Straße 23 bedeutend für Gangelt. Es handelt sich um eine bis in Details substanziell ausgezeichnet erhaltener Hofanlage von 1902 mit möglicherweise älteren Elementen, auf jeden Fall gleichartige Vorgängerbauten aufnehmend. An ihrer Erhaltung und Nutzung besteht daher aus wissenschaftlichen, hier architekturgeschichtlichen Gründen ein öffentliches Interesse. Hierzu kommen städtebauliche Gründe, da die Hofanlage wegen ihres straßenraumprägenden Umfangs und in unmittelbarer Nachbarschaft zum Heinsberger Tor einen unverzichtbarer Bestandteil und Blickpunkt innerhalb des historischen Ortbildes von Gangelt darstellt. Gemäß den Vorgaben des § 2 (1) Denkmalschutzgesetz NW handelt es sich daher um ein Baudenkmal. | 1864                                                              | 12. März 2002      | 73              |
| ehem. Schulgelände                      | ehem. Schulgelände                      | Brüxgen Hochstraße 28 Karte                      | Es handelt sich um ein Schulgebäude, Kern Mitte 19. Jahrhundert, eingeschossig, 1913 erweitert auf zweigeschossig, Backstein | Mitte des 19. Jahrhunderts                                        | 15. April 1986     | 32              |
| Wegekreuz                               | Wegekreuz                               | Brüxgen Hochstraße 28 Karte                      | Holz mit Korpus | 1913                                                              | 28. November 1986  | 34              |
| In Friedhofsmauer eingebundene Kapelle  | In Friedhofsmauer eingebundene Kapelle  | Langbroich Im Heggen Karte                       | Kapelle in neugotischen Formen in Backstein, in die Friedhofsmauer eingebunden, der spitzbogige Eingang mit Maßwerkgitter; Satteldach; Klötzchenfries. | Anfang des 20. Jahrhunderts                                       | 28. November 1986  | 47              |
| weitere Bilder                          | Kath. Kirche St. Maria Empfängnis       | Langbroich Im Heggen Karte                       | Neugotischer Backsteinsaal mit Westturm und polygonalem Chor, Anfang 20. Jahrhundert, in Backstein, in die Friedhofsmauer eingebunden, der Friedhof um die Pfarrkirche wurde neu belegt. | Anfang des 20. Jahrhunderts                                       | 28. November 1986  | 44 Wikidata     |
| Wohnhaus                                | Wohnhaus                                | Langbroich Im Heggen 4 Karte                     | 1857 und 1953, zweigeschossig in fünf Achsen, Türgewände und Fensterbänke in Blaustein, dahinter Nebengebäude | um 1857                                                           | 28. November 1986  | 45              |
| Kapellchen                              | Kapellchen                              | Langbroich Im Heggen / Im Winkel Karte           | Backstein geschl., im Inneren ein zeitgenössisches Kruzifix mit Korpus. | um 1900                                                           | 28. November 1986  | 46              |
| Wegekreuz                               | Wegekreuz                               | Nachbarheid In Nachbarheid Karte                 | Guss- und Schmiedeeisenkreuz mit Korpus, Zementsockel | Ende des 19. Jahrhunderts                                         | 28. November 1986  | 35              |
| Backsteinhaus                           | Backsteinhaus                           | Gangelt Kirchstraße 2, 3 und 4 Karte             | Zweigeschossiges Backsteinhaus in elf Fensterachsen, die fünf Mittelachsen sind verschiedenartig vorgeschoben. | 1900                                                              | 28. November 1986  | 10              |
| Katholische Kirche St. Nikolaus         | Katholische Kirche St. Nikolaus         | Gangelt Kirchstraße Karte                        | Langhaus und Turm aus dem 14. Jahrhundert, Westjoch 1518/1519. Dreischiffige Backstein -Basilika mit polygonalem Chor und Westturm, innen Putz, neugotische Ausstattung. Auf dem die Kirche umgebenden Friedhof befinden sich noch einige alte Grabsteine. | 14. Jh.                                                           | 28. November 1986  | 1               |
| Backsteinhaus                           | Backsteinhaus                           | Gangelt Kirchstraße 5 Karte                      | Zweigeschossiges Wohnhaus in sechs Achsen in Backstein. Das Haus ist weiß geschlämmt mit Blausteingewände | 18. Jh.                                                           | 28. November 1986  | 9               |
| Kapelle                                 | Kapelle                                 | Birgden Kreuzstraße Karte                        | Backstein, in der Kapelle ein Holzkreuz mit gefärbtem Korpus, ebenfalls 18. Jahrhundert | 18. Jh.                                                           | 28. November 1986  | 20              |
| Katholische Kirche St. Urban            | Katholische Kirche St. Urban            | Birgden Kreuzstraße 17 Karte                     | Dreischiffige, neugotische Hallenkirche mit polygonalem Chor und älterem Westturm aus Backstein. Im Inneren der Kirche sind Säulen als Stützen eingebaut. Um die Kirche sind Reste des alten Friedhofes mit einigen Grabsteinen des 18. Jahrhunderts. Die Pfarrkirche hat außen ein Querschiff, das innen nicht in Erscheinung tritt. | 15. Jh.                                                           | 28. November 1986  | 16              |
| Wegekreuz                               | Wegekreuz                               | Gangelt Lindenstraße Karte                       | Kreuz aus Guss- und Schmiedeeisen mit Kruzifixus. | um 1900                                                           | 28. November 1986  | 4               |
| weitere Bilder                          | Katholische Kirche St. Josef            | Hastenrath Lindenwinkel Karte                    | Einschiffige neugotische Kirche mit Querhaus und polygonalem Chor aus dem Jahre 1869. Von der Ausstattung erhalten sind einige alte Kirchenbänke, Beichtstühle und die Orgelbühne, im Tympanon des Eingangsportals die Jahreszahl 1869. | 1869                                                              | 28. November 1986  | 36 Wikidata     |
| Wohnhaus                                | Wohnhaus                                | Gangelt Markt 3 Karte                            | Kern aus 16. und 17. Jahrhundert, Fassade 19. und 20. Jahrhundert | Kern aus 16. und 17. Jahrhundert, Fassade 19. und 20. Jahrhundert | 28. November 1986  | 11              |
| Ehem. Gaststätte "Bij Trautche"         | Ehem. Gaststätte "Bij Trautche"         | Gangelt Mercatorstraße 1 Karte                   | Das spitzwinklige Eckgrundstück zwischen Mercatorstraße und Kritzraedter Straße liegt vor den Toren der mittelalterlichen Stadtbefestigung von Gangelt. Mündliche örtliche Überlieferung führt das Gebäude zwar bis ins 18. Jahrhundert zurück, auf dem Tranchot-Plan von 1804/05 ist jedoch vor dem Heinsberger Tor noch keine Bebauung oder gar vorstädtische Siedlung verzeichnet. Erst die Urkarte 1813 enthält hier, am Zusammentreffen der Straßen von Heinsberg und Birgden, mehrere Gebäude, darunter auch, auf dem spitzwinkligen Grundriss wie heute, das fragliche Eckhaus. In der Tradition des Ortes Gangelt ist es als – bis etwa Mitte der 1990er Jahre bestehende – Gaststätte „By Trautche“ verankert. Das zweigeschossige, vier unregelmäßige Fensterachsen breite Haupthaus ist mit flachem Satteldach traufständig zur Mercatorstraße und damit zur Stadtseite hin gerichtet. Seine Fassade hat um 1900 eine zeittypisch stuckierte Putzverkleidung erhalten. Der freistehende linke Giebel auf der Straßenecke sowie die hinteren Gebäudeteile, zunächst noch zwei-, dann eingeschossig, sind backsteinsichtig und als ehemalige Wirtschaftstrakte kaum durchfenstert. Die Eingangsfront zeigt im Erdgeschoss und als schmale Ecklisenen eine gepickte Putzbänderung, Sockel, Geschoss- und Traufgesims sind ebenfalls durch den Verputz angedeutet. Die Fenster und die Eingangstür wurden mit breiten, geohrten Putzrahmungen versehen, welche von Keilsteinen mit verschiedenen, z. T. (EG-Fenster mit Schabracken) jugendstilig stilisierten Gehängen bekrönt werden. Eine alte Eingangstür (Rahmen-Füllungs-Typ mit Rosetten-Motiven) führt in der zweiten Achse von rechts in den Eingangsflur, der noch Terrazzoboden vermutlich ebenfalls aus der Umbau um 1900 besitzt. Im linken Gebäudeteil befinden sich zwei größere, durch einen breiten Durchgang mit Schiebetür verbundene Räume des ehemaligen Gaststättenbetriebes. Verputzte Balkendecken sind in einigen Räumen sichtbar belassen. Geradeaus führt der Eingangsflur in einen Hinterhof, von dem aus an der unverputzten Rückseite des Wohnhauses durchgezapftes Fachwerk erkennbar ist, welches auf die ältere Bauzeit vor 1815 hindeutet, der Keller ist mit Rund- bzw. Korbtonne überwölbt. An den Wirtschaftstrakten sind einige ältere zweiflügelige Fenster mit geteiltem Oberlicht erhalten. Als Traditionsreiche, volkstümliche Gaststätte „By Trautche“ ist das Gebäude Gerhard-Mercator-Str. 1 bedeutet für Gangelt, Architektur- und siedlungs- geschichtlich zeugt es mit seinen zwei kennzeichnenden Bauphasen vor 1815 und um 1900 von der sich vor den Toren der Stadt entwickelnden Bebauung. Am Zusammentreffen mehrerer, in ihrem Verlauf ebenfalls historischer Wege/Straßen kommt ihm in Sichtweite des Heinsberger Tores zudem städtebauliche Bedeutung zu. Es handelt sich daher gemäß §2 (1) Denkmalschutzgesetzes um ein Baudenkmal. | 1813                                                              | 12. März 2002      | 72              |
| Wohnhaus mit Schmiede                   | Wohnhaus mit Schmiede                   | Langbroich Mittelstraße 10 Karte                 | Zweigeschossiges Wohnhaus in fünf Achsen. Fensterbänke und Türgewände in Blaustein. Das traufständige Haus ziert am Traufgesims ein Klötzchenfries. Das Haus trägt ein Satteldach. | um 1900                                                           | 28. November 1986  | 58              |
| Windmühle                               | Windmühle                               | Breberen Mühlenstraße Karte                      | Turmwindmühle errichtet im Jahre 1827 aus Backstein. Die Mühle wurde 1950 restauriert. | 1827                                                              | 18. Juli 1986      | 30              |
| Kreuz                                   | Kreuz                                   | Stahe Nördlich der B 56 Karte                    | Guss- und schmiedeeisernes Kreuz mit Korpus aus der zweiten Hälfte des 19. Jahrhunderts. | Zweite Hälfte des 19. Jahrhunderts                                | 28. November 1986  | 56              |
| Hagelkreuz                              | Hagelkreuz                              | Schierwaldenrath Nordwestlich der Ortslage Karte | Gusseisen mit Korpus, Sockel erneuert. | um 1900                                                           | 28. November 1986  | 52              |
| Kreuz                                   | Kreuz                                   | Gangelt Nordwestlich von Kievelberg Karte        | Auf einem neuen Holzkreuz ein Korpus wohl aus der ersten Hälfte des 19. Jahrhunderts, ebenfalls aus Holz | erste Hälfte des 19. Jahrhunderts                                 | 28. November 1986  | 37              |
| weitere Bilder                          | Katholische Kirche St. Anna             | Schierwaldenrath Oberstraße 4 Karte              | 1887–1889 (E. Schüller) W. 1948 (Jung); neugotische Saalkirche, das Innere sowie das Portal nach 1945 vollständig neu umgestaltet. Im Inneren ein gotischer Büsten-Reliquiar aus Holz, ss, wahrscheinlich 14. Jahrhundert. | um 1887–1889                                                      | 28. November 1986  | 48              |
| Kath.Kirche Hl. Dreifaltigkeit          | Kath.Kirche Hl. Dreifaltigkeit          | Stahe Rodebachstraße Karte                       | Die Pfarrkirche in Stahe ist eine neugotische Backstein-Saalkirche mit Querhaus und polygonaler Apsis aus dem Jahre 1913/1914. | 1913/1914                                                         | 28. November 1986  | 54              |
| Holzkreuz                               | Holzkreuz                               | Stahe Rodebachstraße 63 Karte                    | Holzkreuz mit Korpus auf einem Steinsockel aus dem Jahre 1835 | 1835                                                              | 28. November 1986  | 57              |
| Pumpe                                   | Pumpe                                   | Breberen Römerstraße 9 Karte                     | Pumpe aus Gusseisen aus der Mitte des 19. Jahrhunderts. | Mitte des 19. Jahrhunderts                                        | 28. November 1986  | 33              |
| Kreuz                                   | Kreuz                                   | Gangelt L 227 nördlich der Ortslage Karte        | Gusseisen mit Korpus. Das Kreuz wurde bei einem Verkehrsunfall beschädigt und wiederhergestellt. | Mitte des 19. Jahrhunderts                                        | 28. November 1986  | 3               |
| Pulverturm und Stadtmauer               | Pulverturm und Stadtmauer               | Gangelt Schützengraben Karte                     | Die Stadtgründung erfolge um 1243. Die fast 800 Jahre alte Stadtmauer zeugt davon, dass Gangelt im Mittelalter ein bedeutender Ort war, der durch eine Befestigung geschützt werden musste. Bei einem Rundgang kann man die Reste von Mauern, Toren, Gassen, und Türmen noch eindrucksvoll sehen. Zugang zur Stadt hatte man durch 4 Turmtore. Heinsberger Tor und Bruchtor sind bis heute erhalten. Das Sittarder Tor wurde 1818 abgerissen. Die Burg war in die Stadtbefestigung integriert. Ihre Ursprünge gehen bis ins 14. Jahrhundert zurück. Heute ist noch der Bergfried erhalten geblieben, in dem ursprünglich auch Gemächer untergebracht waren. | 15. Jh.                                                           | 12. März 2002      | 75              |
| Hofanlage                               | Hofanlage                               | Gangelt Selfkantstraße 41 Karte                  | Keine Angaben zum Denkmal |                                                                   | 14. Februar 1992   | 64              |
| Hofanlage                               | Hofanlage                               | Gangelt Sittarder Straße 4 Karte                 | Bei Gangelt handelt es sich um ein bei Einhard 827 erwähntes Königsgut.1144 wird es in den Annales Rodenses genannt. König Konrad III. beauftragt den Herzog von Limburg relativ erfolglos dem Grafen Goswien II. von Heinsberg, Gangelt wieder abzunehmen. Nachdem es eine Weile ein brabanter Pfand war, kam Gangelt 1420 wieder an Heinsberg und mit ihm 1472 an Jülich-Berg. Die Herrn von Heinsberg förderten die Stadtwerdung. Die landesherrliche Burg bestand 1364 und die Stadtmauer und die Tore nachweislich um 1420. Die heutige Sittarder Straße war ursprünglich eine intramuros gelegene Straße. Erst mit der Anlage der preußischen Straßen nach Aufhebung der Stadtmauern wurde sie zur Hauptverkehrsstraße Gangelts. Damit wurde auch die hier vorhandene Bebauung verändert. In ehemalige landwirtschaftlich- oder gewerblichgenutzte Gebäude zogen Läden ein und prägten ab nun das Erscheinungsbild der Bebauung der Sittarder Straße. Nur wenige Bauten blieben von diesen Eingriffen verschont. So die Sittarder Straße 4. Gegenüber dem Rathaus hatte sich die größte Gangelter Hofanlage erhalten, und zwar an der Ecke der Sittarder Straße und dem den Markt und die Wallstraße verbindenden Gässchen. Wie seine Nachbaranlage besaß auch die Hofanlage Nr. 4 bis zum Brand im Jahre 1870 eine Toreinfahrt in der linken Achse, was heute noch an der Teilunterkellerung nachvollziehbar ist. Der Keller des ursprünglichen Wohnhauses mit parallel zur Straße gelegener stichbogiger Tonne aus Feldbrandsteinen schließt an einen Keller in den Formen des ausgehenden 18. Jahrhunderts an. Weitgespannte korbbogige Gurtbögen stützten zwischengespannte Kappen. Nach dem Brand wurde das zweieinhalbgeschossige repräsentative Wohnhaus an seinem heutigen Platz errichtet. Zwei Seitenrisalite gliedern die fünfachsige Fassade. Der Sockel wurde bei diesem Haus bereits bei der Errichtung im Blaustein hergestellt. Das gleiche Material fand Verwendung für die in der Ebene der Fußböden angebrachten Gesimse. Die stichbogigen Fensterstürze werden im ersten Obergeschoss durch ein den Sturz rahmendes Ziegelband zeittypisch betont. Auch die zweiflügelige Haustür in der linken äußeren Achse und das Krüppelwalmdach betonen den gestalterischen Anspruch des Bauherrn, der sich auch an den gekoppelten äußeren Achsen der Hofansicht mit den zwischengestellten Blausteinpfeilern sowie der herrschaftlichen Innentreppe mit dem geschnitzten Anfängen des Treppengeländers, den Supraporten und dem Stuck an den Decken der straßenseitigen Räume ablesen lässt. Die übrigen Gebäude der unregelmäßig vierseitigen Hofanlage enthalten noch Mauerwerk der Vorgängeranlage, sind jedoch ausweislich der Trägerkappendecken und der stichbogigen Öffnungen sowie eines Teils der Dachkonstruktion ebenfalls in der zweiten Hälfte des 19. Jahrhunderts entstanden. Die Hofanlage ist bereits in der Gesamtliste aller Gangelter Denkmäler vom 24. Januar 1984 enthalten gewesen. Wegen ihrer Gestaltung besteht an der Erhaltung und Nutzung aus künstlerischen und wissenschaftlichen, besonders bauhistorischen Gründen ein öffentliches Interesse vor. Dieses besteht auch für die Geschichte Gangelts und seiner Bewohner. Die Besitzer des Hofes, gleichzeitig der Burg Gangelt, dokumentierten ihre Bedeutung durch ein imposantes Grabmal über einer Gruft an der Kirche. Wie schon 1982 beantragt, empfehle ich der Unteren Denkmalbehörde, das vorgenannte Objekt unter den Schutz des Gesetzes zu | zweite Hälfte des 19. Jahrhunderts                                | 13. Juli 1998      | 70              |
| Kapellchen                              | Kapellchen                              | Vinteln Karte                                    | Kapelle aus dem Jahre 1880 mit Stifterzahl über dem Eingang. | 1880                                                              | 28. November 1986  | 14              |
| Hofanlage                               | Hofanlage                               | Gangelt Wallstraße 19 Karte                      | Vierflügelige Hofanlage, straßenseitig ein zweigeschossiges Backsteingebäude in 2 : 4 Achsen, Toreinfahrt, Fensterbänke und Türgewände bestehen aus Blaustein. Das Objekt ist unverzichtbarer Bestandteil des Ensembles Wallstraße. | 1608                                                              | 22. November 1990  | 59              |
| Backsteinhaus                           | Backsteinhaus                           | Gangelt Wallstraße 25 Karte                      | Zweigeschossiges Backsteinhaus in vier Achsen. Türgewände und Fensterbänke in Blaustein. Toreinfahrt. | 19. Jh.                                                           | 28. November 1986  | 12              |
| Backsteinhofanlage                      | Backsteinhofanlage                      | Gangelt Buscherheide 22 Karte                    | 4-flügelige Backsteinhofanlage, Straßenfront Wohnhaus mit anschließender Durchfahrt unter gemeinsamem Satteldach, 2-geschossig in 9 Achsen, in der dritten Achse von links Toreinfahrt, Türgewände und Fensterbänke in Blaustein; im Torschlussstein die Jahreszahl 1880. Rückgebäude jünger, Kubatur innerhalb der Gesamtanlage erhaltenswert. Im Wohnhaus innen Reste alter Bausubstanz (z. B. Balkendecke, Keller). Als große ortsbildprägende historische Hofanlage bedeutend für Gangelt. Erhaltenswert aus baugeschichtlichen und städtebaulichen (ortsbildpflegerischen) Gründen. | 1880                                                              | 22. Oktober 2012   | 76              |